# 窒化マグネシウム
窒化マグネシウム（英語：Magnesium nitride）とは、化学式Mg3N2 で表されるマグネシウムと窒素からなる無機化合物である。常温常圧で緑がかった黄色い粉末である。
1857年にマグネシウムを空気中で不完全燃焼させた時に発見された。マグネシウムを空気中で燃焼させた際にも、主生成物である酸化マグネシウムに加えて、いくらかの窒化マグネシウムも形成される。

## 特徴
アルカリ土類金属と窒素の化合物はイオン性が強く、水と反応しやすい。水と反応した際には、水酸化マグネシウムとアンモニアガスを生成する。
{\displaystyle {\ce {{Mg3N2(s)}+ {6H2O(l)}-> {3Mg(OH)2(aq)}+ {2NH3(g)}}}}

## 製法
熱したマグネシウムと窒素を反応させる、
　{\displaystyle {\ce {3Mg\ +N2->[{\ce {800^{\circ }C}}]Mg3N2}}}
もしくはアンモニア。
{\displaystyle {\ce {3Mg\ +2NH3->[{\ce {700^{\circ }C}}]{Mg3N2}\ +3H2}}}

## 用途
触媒
窒化マグネシウムは、立方晶窒化ホウ素の実用的な合成で使われた最初の触媒である。
焼結助剤
窒化ケイ素(Si3N4)粉体の焼結助剤
アルゴンの単離
ウィリアム・ラムゼーが乾燥した空気を加熱した銅に通して酸素を除去し、さらに窒素を熱したマグネシウムと反応させ窒化マグネシウムを形成し除去することで、アルゴンを単離した。この発見から、彼は1904年のノーベル化学賞を受賞した。